# 诺伊恩基兴 (前波美拉尼亚-格赖夫斯瓦尔德县)
诺伊恩基兴（德語：Neuenkirchen）是德国梅克伦堡-前波美拉尼亚州的一个市镇，隶属于前波美拉尼亚-格赖夫斯瓦尔德县。总面积为15.66平方千米，截至2020年总人口为225人。